# Велика Русава
Вели́ка Ру́са́ва — село в Україні, у Томашпільській селищній громаді Тульчинського району Вінницької області. Населення становить 1105 осіб.

## Історія
7 (20) листопада 1917 року, відповідно до Третього Універсалу Української Центральної Ради, увійшло до складу Української Народної Республіки.
12 червня 2020 року, відповідно до Розпорядження Кабінету Міністрів України від  № 707-р «Про визначення адміністративних центрів та затвердження територій територіальних громад Вінницької області», увійшло до складу Томашпільської селищної громади.
19 липня 2020 року, в результаті адміністративно-територіальної реформи та ліквідації  Томашпільського району, увійшло до складу новоутвореного Тульчинського району.

## Населення
Згідно з переписом УРСР 1989 року чисельність наявного населення села становила 1890 осіб, з яких 761 чоловік та 1129 жінок.
За переписом населення України 2001 року в селі мешкала 1531 особа.

### Мова
Розподіл населення за рідною мовою за даними перепису 2001 року:
| Мова       | Відсоток |
| ---------- | -------- |
| українська | 99,03 %  |
| російська  | 0,52 %   |
| молдовська | 0,19 %   |
| інші       | 0,26 %   |